# Títulos individuais de futebolistas pela Sociedade Esportiva Palmeiras
Este anexo lista títulos individuais de futebolistas pela Sociedade Esportiva Palmeiras, clube brasileiro de futebol da cidade de São Paulo, fundado em 1914.

## Melhores do Futebol (El País)
Melhores do Futebol é um prêmio concedido pelo jornal uruguaio El País desde 1986, sendo o mais importante da América do Sul.

### Jogadores
| Ano  | País     | Jogador        | Posição    | Colocação   |
| ---- | -------- | -------------- | ---------- | ----------- |
| 1993 | Colômbia | Freddy Rincón  | Meio-campo | 3º colocado |
| 1999 | Paraguai | Francisco Arce | Lateral    | 2º colocado |
| 2016 | Brasil   | Gabriel Jesus  | Atacantes  | 2º colocado |
| 2020 | Paraguai | Gustavo Gómez  | Zagueiro   | 3º colocado |
| 2021 | Paraguai | Gustavo Gómez  | Zagueiro   | 3º colocado |

### Treinadores
| Ano  | País     | Treinador           |
| ---- | -------- | ------------------- |
| 1999 | Brasil   | Luiz Felipe Scolari |
| 2021 | Portugal | Abel Ferreira       |

### Equipe Ideal da Sul América
A Equipe Ideal da Sul América é eleito desde 1986 pelo El País, jornal de Uruguai, sobre a base dos votos remetidos pelos jornalistas desportivos especializados de todo o continente.

#### Masculino
| Nº | País     | Jogador          | Posição    | Anos                          |
| -- | -------- | ---------------- | ---------- | ----------------------------- |
| 5  | Paraguai | Francisco Arce   | Lateral    | 1998, 1999, 2000, 2001 e 2002 |
| 4  | Paraguai | Gustavo Gómez    | Zagueiro   | 2020, 2021, 2022 e 2023       |
| 3  | Brasil   | Weverton         | Goleiro    | 2020, 2021 e 2022             |
| 1  | Colômbia | Freddy Rincón    | Meio-campo | 1993                          |
| 1  | Brasil   | Zinho            | Meio-campo | 1994                          |
| 1  | Brasil   | Cafu             | Lateral    | 1995                          |
| 1  | Brasil   | Alex             | Meio-campo | 1999                          |
| 1  | Paraguai | Carlos Gamarra   | Zagueiro   | 2005                          |
| 1  | Chile    | Valdivia         | Meio-campo | 2007                          |
| 1  | Colômbia | Yerry Mina       | Zagueiro   | 2016                          |
| 1  | Brasil   | Gabriel Jesus    | Atacante   | 2016                          |
| 1  | Brasil   | Dudu             | Atacante   | 2018                          |
| 1  | Uruguai  | Matías Viña      | Lateral    | 2020                          |
| 1  | Brasil   | Rony             | Atacante   | 2020                          |
| 1  | Brasil   | Raphael Veiga    | Meio-campo | 2021                          |
| 1  | Brasil   | Gustavo Scarpa   | Meio-campo | 2022                          |
| 1  | Uruguai  | Joaquín Piquerez | Lateral    | 2023                          |

## World Soccer Eric Batty's World XI
Premiação criada no primeiro ano de publicação da Revista (1960) que avaliava os melhores jogadores do mundo por temporada, as publicações foram até o ano de 1992 com uma edição extra em 2012.
| Nº | País   | Jogador         | Posição         | Ano              |
| -- | ------ | --------------- | --------------- | ---------------- |
| 3  | Brasil | Djalma Santos   | Lateral Direito | 1962, 1963, 1965 |
| 1  | Brasil | Julinho Botelho | Atacante        | 1960             |
| 1  | Brasil | Luís Pereira    | Zagueiro        | 1974             |

## Melhor jogador da Copa Libertadores
| Ano  | País   | Jogador | Posição | Ref   |
| ---- | ------ | ------- | ------- | ----- |
| 1999 | Brasil | Marcos  | Goleiro | [ 5 ] |

### Seleção da Copa Libertadores

#### Masculino
| Nº | País     | Jogador        | Posição          | Ano               |
| -- | -------- | -------------- | ---------------- | ----------------- |
| 3  | Paraguai | Gustavo Gómez  | Zagueiro         | 2020, 2021 e 2022 |
| 2  | Brasil   | Dudu           | Atacante         | 2018 e 2021       |
| 2  | Brasil   | Weverton       | Goleiro          | 2020 e 2021       |
| 2  | Brasil   | Rony           | Atacante         | 2020 e 2021       |
| 2  | Brasil   | Gustavo Scarpa | Meio-campo       | 2019 e 2022       |
| 1  | Uruguai  | Matías Viña    | Lateral-esquerdo | 2020              |
| 1  | Brasil   | Gabriel Menino | Volante          | 2020              |
| 1  | Brasil   | Luiz Adriano   | Atacante         | 2020              |
| 1  | Brasil   | Raphael Veiga  | Meio-campo       | 2021              |
| 1  | Uruguai  | Piquerez       | Lateral-esquerdo | 2023              |

#### Feminino
O clube consegue o primeiro título da Libertadores feminina em 2022.
| Nº | País   | Jogador       | Posição    | Anos |
| -- | ------ | ------------- | ---------- | ---- |
| 1  | Brasil | Poliana       | Zagueiro   | 2022 |
| 1  | Brasil | Katrine       | Lateral    | 2022 |
| 1  | Brasil | Ary Borges    | Meio-campo | 2022 |
| 1  | Brasil | Bia Zaneratto | Atacante   | 2022 |

### Artilheiros da Copa Libertadores
| Nº | País     | Jogador      | Posição    | Ano  | Nº Gols |
| -- | -------- | ------------ | ---------- | ---- | ------- |
| 1  | Brasil   | Tupãzinho    | Atacante   | 1968 | 11      |
| 1  | Brasil   | Lopes        | Atacante   | 2001 | 9       |
| 1  | Brasil   | Marcinho     | Meio-campo | 2006 | 5       |
| 1  | Brasil   | Washington   | Atacante   | 2006 | 5       |
| 1  | Colômbia | Miguel Borja | Atacante   | 2018 | 9       |

## Prêmio Craque do Brasileirão
O Prêmio Craque do Brasileirão é um troféu criado em 2005 numa parceria entre a Rede Globo e a Confederação Brasileira de Futebol, para ser a premiação oficial para os jogadores que disputam o Campeonato Brasileiro de Futebol. Ocorre na primeira segunda-feira após a última rodada do campeonato no Rio de Janeiro.

### Melhor jogador
| Ano  | País   | Jogador        | Posição    |
| ---- | ------ | -------------- | ---------- |
| 2009 | Brasil | Diego Souza    | Meio-campo |
| 2016 | Brasil | Gabriel Jesus  | Atacante   |
| 2018 | Brasil | Dudu           | Atacante   |
| 2022 | Brasil | Gustavo Scarpa | Meio-campo |

### Seleção
| Nº | País     | Jogador          | Posição    | Anos              |
| -- | -------- | ---------------- | ---------- | ----------------- |
| 3  | Brasil   | Weverton         | Goleiro    | 2020, 2021 e 2022 |
| 3  | Paraguai | Gustavo Gómez    | Zagueiro   | 2020, 2021 e 2022 |
| 2  | Brasil   | Diego Souza      | Meio-campo | 2008 e 2009       |
| 2  | Brasil   | Dudu             | Atacante   | 2016 e 2018       |
| 1  | Paraguai | Carlos Gamarra   | Zagueiro   | 2005              |
| 1  | Chile    | Valdivia         | Meio-campo | 2007              |
| 1  | Brasil   | Alex Mineiro     | Atacante   | 2008              |
| 1  | Brasil   | Jailson          | Goleiro    | 2016              |
| 1  | Brasil   | Jean             | Lateral    | 2016              |
| 1  | Colômbia | Yerry Mina       | Zagueiro   | 2016              |
| 1  | Brasil   | Tchê Tchê        | Meio-campo | 2016              |
| 1  | Brasil   | Moisés           | Meio-campo | 2016              |
| 1  | Brasil   | Gabriel Jesus    | Atacante   | 2016              |
| 1  | Brasil   | Mayke            | Lateral    | 2018              |
| 1  | Brasil   | Bruno Henrique   | Meio-campo | 2018              |
| 1  | Brasil   | Raphael Veiga    | Meio-campo | 2021              |
| 1  | Uruguai  | Joaquín Piquerez | Lateral    | 2022              |
| 1  | Brasil   | Murilo           | Zagueiro   | 2022              |
| 1  | Brasil   | Marcos Rocha     | Lateral    | 2022              |
| 1  | Brasil   | Gustavo Scarpa   | Meio-campo | 2022              |

### Melhor treinador
| Ano  | País     | Treinador           |
| ---- | -------- | ------------------- |
| 2016 | Brasil   | Cuca                |
| 2018 | Brasil   | Luiz Felipe Scolari |
| 2022 | Portugal | Abel Ferreira       |

## Bola de Ouro
A Bola de Ouro é uma premiação esportiva anual, criada em 1973, que reconhece o melhor futebolista da Série A do Campeonato Brasileiro de Futebol de cada ano, de acordo com votações feitas por jornalistas ao longo de cada campeonato e estatísticas de desempenho em campo. É um dos prêmios oferecidos na cerimônia da Bola de Prata, criada em 1970 pela revista Placar e, desde 2006, organizada pelo canal televisivo ESPN Brasil.
| Ano  | País   | Jogador        | Posição    |
| ---- | ------ | -------------- | ---------- |
| 1993 | Brasil | César Sampaio  | Meio-campo |
| 1996 | Brasil | Djalminha      | Meio-campo |
| 2016 | Brasil | Gabriel Jesus  | Atacante   |
| 2018 | Brasil | Dudu           | Atacante   |
| 2022 | Brasil | Gustavo Scarpa | Meio-campo |
| 2024 | Brasil | Estêvão        | Atacante   |

## Bola de Prata
O atual ESPN Bola de Prata Sportingbet, mais conhecida como Bola de Prata, é uma premiação esportiva anual que reconhece os melhores futebolistas e treinadores da Série A do Campeonato Brasileiro de Futebol de cada ano, de acordo com notas atribuídas por jornalistas ao longo de cada campeonato e estatísticas de desempenho em campo. Lançada em 1970 pela revista Placar, desde 2016 é organizada pelo canal de televisão ESPN Brasil. É reconhecida como a premiação mais tradicional do futebol brasileiro.
- Em negrito mostra os anos em que o time foi campeão

### Masculino
| Nº | País     | Jogador             | Posição    | Anos                          |
| -- | -------- | ------------------- | ---------- | ----------------------------- |
| 5  | Brasil   | Dudu                | Atacante   | 2016, 2017, 2018, 2019 e 2022 |
| 4  | Paraguai | Gustavo Gómez       | Zagueiro   | 2019, 2020, 2022 e 2024       |
| 3  | Paraguai | Francisco Arce      | Lateral    | 1998, 2000 e 2001             |
| 3  | Brasil   | Weverton            | Goleiro    | 2018, 2020 e 2023             |
| 2  | Brasil   | Jorginho Putinatti  | Meio-campo | 1979 e 1983                   |
| 2  | Brasil   | Careca Bianchesi    | Atacante   | 1990 e 1991                   |
| 2  | Brasil   | Roberto Carlos      | Lateral    | 1993 e 1994                   |
| 2  | Brasil   | Zinho               | Meio-campo | 1994 e 1997                   |
| 2  | Brasil   | Mayke               | Lateral    | 2018 e 2023                   |
| 2  | Brasil   | Raphael Veiga       | Meio-campo | 2021 e 2023                   |
| 2  | Brasil   | Murilo              | Zagueiro   | 2022 e 2023                   |
| 2  | Uruguai  | Joaquín Piquerez    | Lateral    | 2022 e 2023                   |
| 1  | Brasil   | Leão                | Goleiro    | 1972                          |
| 1  | Brasil   | Ademir da Guia      | Meio-campo | 1972                          |
| 1  | Brasil   | Alfredo Mostarda    | Zagueiro   | 1973                          |
| 1  | Brasil   | Dudu                | Meio-campo | 1974                          |
| 1  | Brasil   | Palhinha            | Atacante   | 1975                          |
| 1  | Brasil   | Rosemiro            | Lateral    | 1978                          |
| 1  | Brasil   | Pedrinho            | Meio-campo | 1979                          |
| 1  | Brasil   | Pires               | Lateral    | 1979                          |
| 1  | Brasil   | Jorge Mendonça      | Atacante   | 1979                          |
| 1  | Brasil   | Jorginho Cantinflas | Meio-campo | 1986                          |
| 1  | Brasil   | Elzo                | Meio-campo | 1989                          |
| 1  | Brasil   | Antônio Carlos      | Zagueiro   | 1993                          |
| 1  | Brasil   | César Sampaio       | Meio-campo | 1993                          |
| 1  | Brasil   | Edmundo             | Atacante   | 1993                          |
| 1  | Brasil   | Cléber              | Zagueiro   | 1994                          |
| 1  | Brasil   | Rivaldo             | Meio-campo | 1994                          |
| 1  | Brasil   | Djalminha           | Meio-campo | 1996                          |
| 1  | Brasil   | Júnior              | Lateral    | 1998                          |
| 1  | Brasil   | Roque Júnior        | Zagueiro   | 1999                          |
| 1  | Brasil   | Magrão              | Meio-campo | 2004                          |
| 1  | Paraguai | Carlos Gamarra      | Zagueiro   | 2005                          |
| 1  | Brasil   | Juninho Paulista    | Meio-campo | 2005                          |
| 1  | Chile    | Jorge Valdivia      | Meio-campo | 2007                          |
| 1  | Brasil   | Pierre              | Meio-campo | 2009                          |
| 1  | Brasil   | Marcos Assunção     | Meio-campo | 2011                          |
| 1  | Brasil   | Jailson             | Goleiro    | 2016                          |
| 1  | Brasil   | Jean                | Lateral    | 2016                          |
| 1  | Brasil   | Tchê Tchê           | Meio-campo | 2016                          |
| 1  | Brasil   | Moisés              | Meio-campo | 2016                          |
| 1  | Brasil   | Gabriel Jesus       | Atacante   | 2016                          |
| 1  | Brasil   | Bruno Henrique      | Meio-campo | 2018                          |
| 1  | Brasil   | Marcos Rocha        | Lateral    | 2022                          |
| 1  | Brasil   | Zé Rafael           | Meio-campo | 2022                          |
| 1  | Brasil   | Gustavo Scarpa      | Meio-campo | 2022                          |
| 1  | Brasil   | Estêvão             | Atacante   | 2024                          |

#### Treinador
| Nº | País     | Jogador             | Anos        |
| -- | -------- | ------------------- | ----------- |
| 2  | Portugal | Abel Ferreira       | 2022 e 2023 |
| 1  | Brasil   | Luiz Felipe Scolari | 2018        |
| 1  | Brasil   | Cuca                | 2016        |

### Feminino
| Nº | País      | Jogador        | Posição    | Anos        |
| -- | --------- | -------------- | ---------- | ----------- |
| 2  | Brasil    | Bia Zaneratto  | Atacante   | 2021 e 2022 |
| 1  | Brasil    | Bruna Calderan | Lateral    | 2021        |
| 1  | Argentina | Agustina       | Zagueiro   | 2021        |
| 1  | Brasil    | Júlia Bianchi  | Meio-campo | 2022        |

## Artilheiros do Campeonato Brasileiro

### Masculino
| Nº | País   | Jogador      | Posição  | Anos | Nº Gols |
| -- | ------ | ------------ | -------- | ---- | ------- |
| 1  | Brasil | César Maluco | Atacante | 1967 | 15      |

### Feminino
| Nº | País      | Jogador          | Posição  | Anos | Nº Gols |
| -- | --------- | ---------------- | -------- | ---- | ------- |
| 1  | Brasil    | Carla Nunes      | Atacante | 2020 | 12      |
| 1  | Argentina | Bia Zaneratto    | Atacante | 2021 | 13      |
| 1  | Brasil    | Amanda Gutierres | Atacante | 2023 | 13      |

## Troféu Mesa Redonda

### Melhor Jogador
| Nº | País   | Jogador        | Posição    | Anos |
| -- | ------ | -------------- | ---------- | ---- |
| 1  | Chile  | Jorge Valdivia | Meio-campo | 2007 |
| 1  | Brasil | Gabriel Jesus  | Atacante   | 2016 |
| 1  | Brasil | Bruno Henrique | Volante    | 2018 |
| 1  | Brasil | Gustavo Scarpa | Meio-campo | 2022 |

### Revelação
| Nº | País   | Jogador         | Posição  | Anos |
| -- | ------ | --------------- | -------- | ---- |
| 1  | Brasil | Diego Cavalieri | Goleiro  | 2006 |
| 1  | Brasil | Gabriel Jesus   | Atacante | 2015 |
| 1  | Brasil | Gabriel Menino  | Volante  | 2020 |
| 1  | Brasil | Endrick         | Atacante | 2022 |

### Seleção
| Nº | País     | Jogador          | Posição          | Anos              |
| -- | -------- | ---------------- | ---------------- | ----------------- |
| 3  | Brasil   | Weverton         | Goleiro          | 2019, 2020 e 2021 |
| 2  | Brasil   | Marcos           | Goleiro          | 2008 e 2009       |
| 2  | Brasil   | Moisés           | Meio-campo       | 2016 e 2017       |
| 2  | Brasil   | Raphael Veiga    | Meio-campo       | 2021 e 2023       |
| 1  | Paraguai | Carlos Gamarra   | Zagueiro         | 2005              |
| 1  | Chile    | Valdivia         | Meio-campo       | 2007              |
| 1  | Brasil   | Leandro          | Lateral-esquerdo | 2008              |
| 1  | Brasil   | Kléber Gladiador | Atacante         | 2008              |
| 1  | Brasil   | Danilo           | Zagueiro         | 2009              |
| 1  | Brasil   | Pierre           | Volante          | 2009              |
| 1  | Brasil   | Cleiton Xavier   | Meio-campo       | 2009              |
| 1  | Brasil   | Marcos Assunção  | Volante          | 2010              |
| 1  | Brasil   | Lucas            | Lateral-direito  | 2015              |
| 1  | Colômbia | Yerry Mina       | Zagueiro         | 2016              |
| 1  | Brasil   | Tchê Tchê        | Volante          | 2016              |
| 1  | Brasil   | Gabriel Jesus    | Atacante         | 2016              |
| 1  | Brasil   | Felipe Melo      | Volante          | 2018              |
| 1  | Brasil   | Bruno Henrique   | Volante          | 2018              |
| 1  | Brasil   | Lucas Lima       | Meio-campo       | 2018              |
| 1  | Brasil   | Dudu             | Atacante         | 2018              |
| 1  | Brasil   | Marcos Rocha     | Lateral-direito  | 2019              |
| 1  | Paraguai | Gustavo Gómez    | Zagueiro         | 2020              |
| 1  | Uruguai  | Joaquín Piquerez | Lateral-esquerdo | 2022              |
| 1  | Brasil   | Zé Rafael        | Volante          | 2022              |
| 1  | Brasil   | Gustavo Scarpa   | Meio-campo       | 2022              |
| 1  | Brasil   | Rony             | Atacante         | 2022              |
| 1  | Brasil   | Murilo           | Zagueiro         | 2023              |
| 1  | Brasil   | Endrick          | Atacante         | 2023              |

## Melhor jogador da Copa do Brasil
| Nº | País   | Jogador         | Posição    | Anos |
| -- | ------ | --------------- | ---------- | ---- |
| 1  | Brasil | Marcos Assunção | Volante    | 2012 |
| 1  | Brasil | Raphael Veiga   | Meio-campo | 2020 |

## Melhor Goleiro da Copa do Brasil
| Nº | País   | Jogador        | Anos |
| -- | ------ | -------------- | ---- |
| 1  | Brasil | Velloso        | 1998 |
| 1  | Brasil | Bruno          | 2012 |
| 1  | Brasil | Fernando Prass | 2015 |
| 1  | Brasil | Weverton       | 2020 |

## Artilheiros da Copa do Brasil
| Nº | País   | Jogador          | Posição  | Anos | Nº Gols |
| -- | ------ | ---------------- | -------- | ---- | ------- |
| 1  | Brasil | Luizão           | Atacante | 1996 | 8       |
| 1  | Brasil | Adriano          | Atacante | 2011 | 5       |
| 1  | Brasil | Kléber Gladiador | Atacante | 2011 | 5       |

## Melhor/Craque do Campeonato Paulista
Premiação que acontece desde 2007.
| Nº | País   | Jogador        | Posição    | Anos |
| -- | ------ | -------------- | ---------- | ---- |
| 1  | Chile  | Jorge Valdivia | Meio-campo | 2008 |
| 1  | Brasil | Jailson        | Goleiro    | 2018 |
| 1  | Brasil | Dudu           | Atacante   | 2022 |
| 1  | Brasil | Raphael Veiga  | Meio-campo | 2023 |
| 1  | Brasil | Endrick        | Atacante   | 2024 |

### Craque da Galera do Campeonato Paulista
Premiação que acontece desde 2015.
| Nº | País   | Jogador       | Posição    | Anos |
| -- | ------ | ------------- | ---------- | ---- |
| 1  | Brasil | Robinho       | Meio-campo | 2015 |
| 1  | Brasil | Jailson       | Goleiro    | 2018 |
| 1  | Brasil | Felipe Melo   | Volante    | 2020 |
| 1  | Brasil | Raphael Veiga | Meio-campo | 2023 |

### Revelação do Campeonato Paulista
| Nº | País   | Jogador          | Posição  | Anos |
| -- | ------ | ---------------- | -------- | ---- |
| 1  | Brasil | David Braz       | Zagueiro | 2007 |
| 1  | Brasil | Patrick de Paula | Volante  | 2020 |
| 1  | Brasil | Renan            | Zagueiro | 2021 |

### Seleção do Campeonato Paulista
| Nº | País      | Jogador          | Posição          | Anos              |
| -- | --------- | ---------------- | ---------------- | ----------------- |
| 3  | Brasil    | Felipe Melo      | Volante          | 2017, 2018 e 2020 |
| 3  | Brasil    | Dudu             | Atacante         | 2018, 2019 e 2022 |
| 3  | Brasil    | Weverton         | Goleiro          | 2021, 2022 e 2023 |
| 2  | Brasil    | Fernando Prass   | Goleiro          | 2014 e 2015       |
| 2  | Brasil    | Rony             | Atacante         | 2021 e 2023       |
| 2  | Paraguai  | Gustavo Gómez    | Zagueiro         | 2022 e 2023       |
| 2  | Brasil    | Raphael Veiga    | Meio-campo       | 2022 e 2023       |
| 1  | Brasil    | Edmundo          | Atacante         | 2007              |
| 1  | Brasil    | Henrique         | Zagueiro         | 2008              |
| 1  | Brasil    | Pierre           | Volante          | 2008              |
| 1  | Brasil    | Leo Lima         | Volante          | 2008              |
| 1  | Chile     | Jorge Valdivia   | Meio-campo       | 2008              |
| 1  | Brasil    | Diego Souza      | Meio-campo       | 2009              |
| 1  | Brasil    | Cicinho          | Lateral-direito  | 2011              |
| 1  | Brasil    | Kléber Gladiador | Atacante         | 2011              |
| 1  | Brasil    | Marcos Assunção  | Volante          | 2012              |
| 1  | Brasil    | Lucio            | Zagueiro         | 2014              |
| 1  | Brasil    | Alan Kardec      | Atacante         | 2014              |
| 1  | Brasil    | Zé Roberto       | Lateral-esquerdo | 2015              |
| 1  | Brasil    | Arouca           | Volante          | 2015              |
| 1  | Brasil    | Gabriel          | Volante          | 2015              |
| 1  | Brasil    | Robinho          | Meio-Campo       | 2015              |
| 1  | Colômbia  | Yerry Mina       | Zagueiro         | 2017              |
| 1  | Brasil    | Jailson          | Goleiro          | 2018              |
| 1  | Brasil    | Marcos Rocha     | Lateral-direito  | 2018              |
| 1  | Brasil    | Antonio Carlos   | Zagueiro         | 2018              |
| 1  | Brasil    | Victor Luis      | Lateral-esquerdo | 2018              |
| 1  | Brasil    | Lucas Lima       | Meio-Campo       | 2018              |
| 1  | Colômbia  | Miguel Borja     | Atacante         | 2018              |
| 1  | Brasil    | Patrick de Paula | Volante          | 2020              |
| 1  | Brasil    | Willian Bigode   | Atacante         | 2020              |
| 1  | Brasil    | Danilo           | Volante          | 2022              |
| 1  | Brasil    | Zé Rafael        | Volante          | 2023              |
| 1  | Brasil    | Murilo           | Zagueiro         | 2024              |
| 1  | Brasil    | Endrick          | Atacante         | 2024              |
| 1  | Argentina | Flaco López      | Atacante         | 2024              |

## Artilheiros do Campeonato Paulista
| Nº | País      | Jogador           | Posição    | Anos        | Nº Gols |
| -- | --------- | ----------------- | ---------- | ----------- | ------- |
| 2  | Brasil    | Heitor            | Atacante   | 1926 e 1928 | 18 e 16 |
| 2  | Brasil    | Romeu Pellicciari | Meio-campo | 1932 e 1934 | 18 e 13 |
| 2  | Brasil    | Humberto Tozzi    | Atacante   | 1953 e 1954 | 22 e 36 |
| 1  | Brasil    | César Maluco      | Atacante   | 1971        | 18      |
| 1  | Brasil    | Evair             | Atacante   | 1994        | 23      |
| 1  | Brasil    | Vágner Love       | Atacante   | 2004        | 12      |
| 1  | Brasil    | Alex Mineiro      | Atacante   | 2008        | 15      |
| 1  | Brasil    | Alan Kardec       | Atacante   | 2014        | 9       |
| 1  | Colômbia  | Miguel Borja      | Atacante   | 2018        | 7       |
| 1  | Argentina | Flaco López       | Atacante   | 2024        | 10      |